# Hordalékkúp

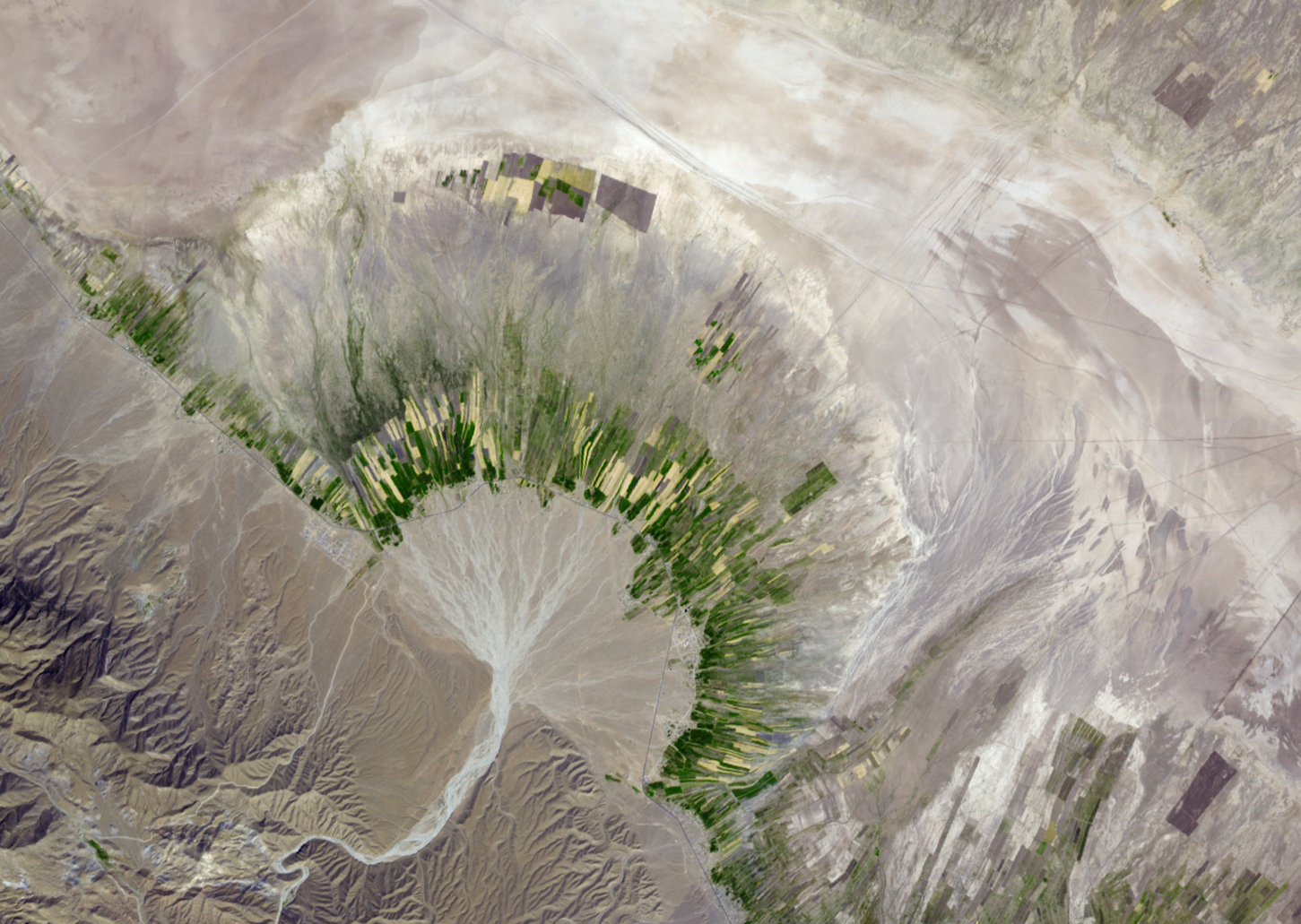
Egy jellegzetes hordalékkúp Dél-Iránban

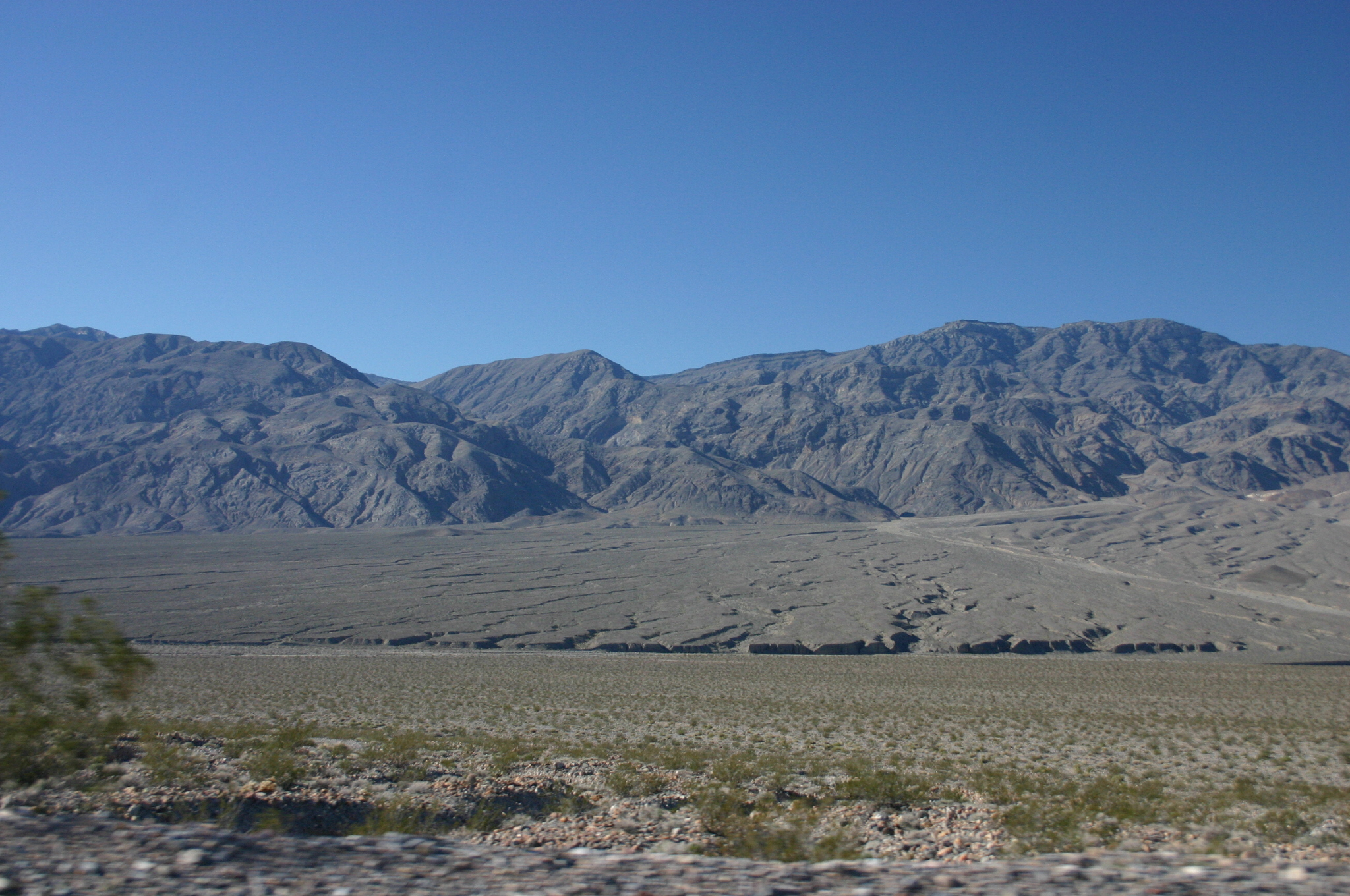
Hatalmas hordalékkúp a Death Valley területén

A hordalékkúp az üledékes kőzetek egyik lehetséges formája, az üledék felgyűlésének helye és módja szerinti osztályozásban.
A hordalékkúp a folyóvizek medrében, illetve a medrek mentén alakul ki a vizek által szállított zagyból. Ebből következően vegyesen az osztályozott és osztályozatlan szemcseméretű frakcióba is tartozhat, keresztrétegzett törmelékes üledékes kőzetek közé tartozó keletkezési hely. A fácies átmenetet képez a mederüledékek, medencekitöltő üledékek, ártéri üledékek és a teraszüledékek között. Hordalékkúpot hozhat létre az árapály-jelenség, vagy a gleccserek is.
A hordalékkúp lehet kis kiterjedésű, helyi jelentőségű képződmény. Ezt a nagy mértékben változó vízhozamú patakok és folyók hozzák létre. A süllyedő medencealjzat esetén regionális kiterjedésű is lehet. Ez utóbbira példa a magyar Nagyalföld és Kisalföld (a Csallóközzel együtt). Ezek Európa legnagyobb hordalékkúpjai, azonban nehezen megkülönböztethetőek a síksági medencekitöltéstől.
A hordalékkúpok anyaga általában homok és kavics, ezek diagenezise során homokkő és kavicskő jöhet létre. Ha a leülepedett anyag vízi szállítódása rövid idejű, akkor törmeléket rak le és törmelékkő keletkezhet belőle.